# Blockhaus de la Géline
Pour les articles homonymes, voir Géline.
Les blockhaus de la Géline sont des vestiges en forêt du Gâvre de la Seconde Guerre mondiale, le site est un biotope pour les chiroptères.

## Description
Pendant la Seconde Guerre mondiale un groupe de génie civil et militaire du Troisième Reich installe  à proximité de l'allée forestière de la Géline une vingtaine de structures militaires, de dix mètres de long sur vingt mètres de large, distants les uns des autres de manière régulière. De nombreuses dépressions topographiques témoignant des attaques aériennes de la British Army ; le site est toujours visible aujourd'hui,,,.

## Biocénose
Ce biotope est l’un des plus importants du département pour l’hibernation des chauves-souris ; elle y accueille près d’une dizaine d’espèces de Chiroptères dont le Grand Rhinolophe, le Grand Muri, le Murin à oreilles échancrées, le Murin de Bechstein et la Barbastelle, représentant plusieurs centaines d’individus,,,.

## Localisation
Le premier blockhaus se trouve dans le Sud de la forêt à l'intersection de l'allée Mespras et l'allée de la Géline, les autres structures militaires se positionnent au croisement de la route de la Belle étoile et de lallée de la Géline, jusqu'à la fin de l'allée forestière,.